# 1999-es magyar gyeplabdabajnokság
Az 1999-es magyar gyeplabdabajnokság a hatvankilencedik gyeplabdabajnokság volt. A bajnokságban hat csapat indult el. A forrás csak a végeredményt közli: 1. Rosco SE, 2. Építők HC, 3. Tabán SE, 4. ARES Hungária HC, 5. Építők HC II., 6. Amatőr HC.